# Coreura cerealia
Coreura cerealia är en fjärilsart som beskrevs av Druce 1897. Coreura cerealia ingår i släktet Coreura och familjen björnspinnare. Inga underarter finns listade i Catalogue of Life.